# Sphenacodontia

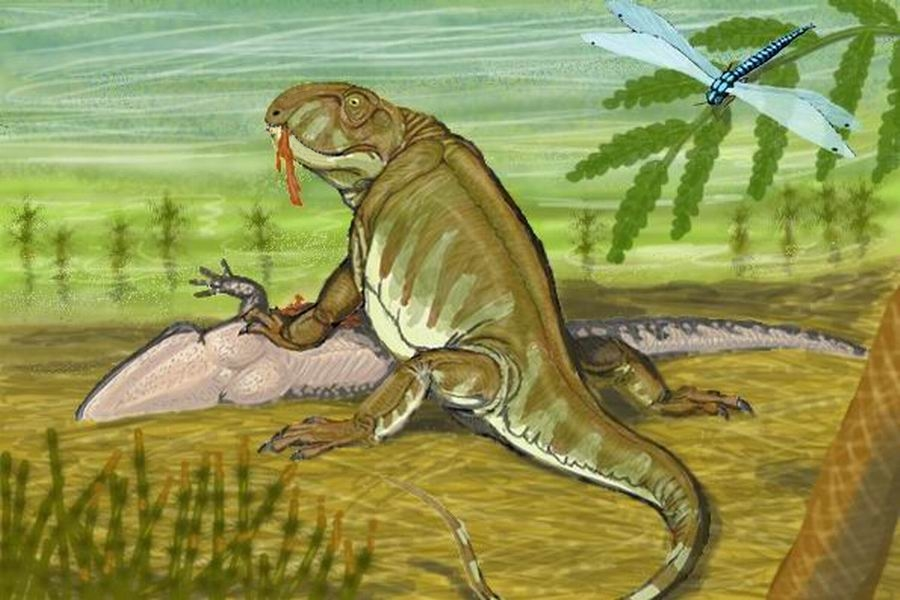
Pantelosaurus

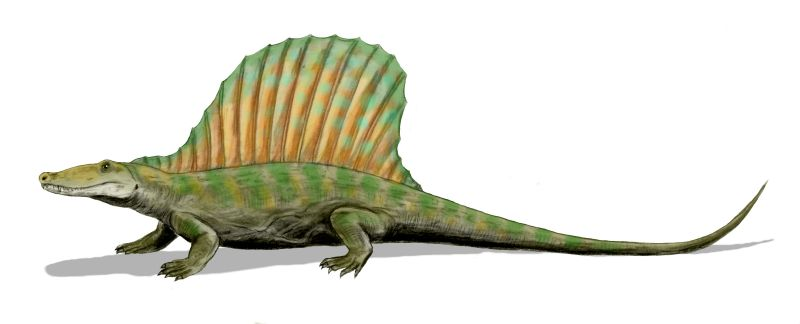
Secodontosaurus

Sphenacodontia — клада пізніх Синапсид. Визначена Amson і Laurin (2011) як «найбільша клада що включає Haptodus baylei, Haptodus garnettensis і Sphenacodon ferox, але не Edaphosaurus pogonias». З'явились понад 300 млн років тому. Вважається, що сфенакодонти були предками ссавців.

## Класифікація
Класифікація за Fröbisch et al. (2011) and Benson.:
Клас Synapsida
- Ряд Pelycosauria
  - Підряд Eupelycosauria
    - Sphenacodontia
      - †Haptodus
      - †Palaeohatteria
      - †Pantelosaurus
      - Sphenacodontoidea
        - Родина †Sphenacodontidae
          - †Bathygnathus
          - †Ctenorhachis
          - †Cutleria
          - †Macromerion
          - †Neosaurus
          - †Secodontosaurus
          -  ? †Steppesaurus
          - Підродина †Sphenacodontinae
            - †Cryptovenator
            - †Ctenospondylus
            - †Dimetrodon
            - †Sphenacodon
- Ряд Therapsida
- Клас Mammalia